# كلية التربية النوعية (جامعة الزقازيق)
كلية التربية النوعية جامعة الزقازيق في مدينة الزقازيق عاصمة محافظة الشرقية.
تقع الكلية في منطقة الصيادين بمدينة الزقازيق بشارع المدارس.

## نشأتها
استندت فكرة إنشاء كليات للتربية النوعية لتخرج المعلم النوعى على رصيد من الجهود والخبرات والدراسات التي شارك فيها العديد من العلماء القائمين على شئون التعليم العالى والتربية والتعليم وقد نبعت هذه الفكرة أساسا من خلال الدراسات المقدمة في المؤتمر القومي لتطوير التعليم في مصر عام 1987 والذي نظمته وزارة التربية والتعليم تحت عنوان «أمّة لها مستقبل» بهدف تطوير التعليم في مصر ولعل من أهم المشكلات التي تناولتها إستراتيجية تطوير التعليم في مصر هي مشكلة تعدد وتنوع مصادر اعداد المعلم واختلاف المؤهل الذي يحمله معلم التعليم العام وخاصة في المرحلة الأولي من التعليم الأساسي، هذا إلى جانب النقص الشديد في اعداد المعلم النوعي في جميع محافظات الجمهورية ومن هنا تبلورت فكرة إنشاء كليات جديدة لتخرج المعلمين والمعلمات في التخصصات التوعية – تربية فنية – تربية موسيقية – اقتصاد منزلى – وحتى ننحول الفكرة إلى واقع، والحلم إلى حقيقة فان ذلك يتطلب تكاتف جهود المسئولين والمتخصصين والعلماء ممن يؤمنون بفلسفة هذا المشروع وممن يتحمسون بارادة «اصرار لتحقيق الهدف» لذا أصدر الدكتور أحمد فتحى سرور وزير التعليم الأسبق القرار الوزاري رقم 1007 بتلريخ 1 / 9 / 1988 بشأن تشكيل لجنة لدراسة مشروع إنشاء الكليات النوعية للمعلمين والمعلمات، وتتكون اللجنة من المتحصصين وكبار المسئولين بوزارتى التعليم العالي والتربية والتعليم. - الأستاذ / سعيد صالح وكيل أول وزارة التربية والتعليم بمحافظة القاهرة. - الأستاذ / عبد الرازق المكي وكيل أول وزارة التربية والتعليم بمحافظة الإسكندرية. - الأستاذ / محمود جلال رئيس قطاع التعليم العام بوزارة التربية والتعليم. - الأستاذ / جمال الجوهري عامر رئيس الإدارة المركزية للتعليم الفني بوزارة التعليم العالي.
- الأستاذة / آمال صادق عن جامعة حلوان. - الأستاذ الدكتور / فتح الباب عبد الحليم، الأستاذة الدكتورة / ضحى الجويلي. - الأستاذة الدكتورة / سعدية الكيلاني من جامعة حلوان. وعلي أن تختص اللجنة بدراسة الآتي: § تحديد مقر الكليات النوعية للمعلمين والمعلمات المقرر انشاؤها بكل من محافظة القاهرة والجيزة والإسكندرية. § تحديد موعد بدء الدراسة وشروط القبول. § تحديد المناهج الدراسية وخطة الدراسة والتجهيزات الازمة. § توفير هيئة التدريس اللازمة لهذه الكليات. § تحديد الهيكل التنظيمي لكل كلية والمقررات الوظيفية اللازمة. وقد صدر القرار رقم 183 بتاريخ 6 / 3 / 1989 بتشكيل مجلس للكليات النوعية التابعة لوزارة التعليم العالي لغرض مشكلات ودراسة الكليات النوعية والوافقة عليها بعد اقرارها، وبعد التوسع في اتشاء الكليات النوعية فأصبح عددها سبع كليات عام 1989، وبالفعل بدأت الدراسة في الكليات النوعية المنشأة عام 1988، 1989 م في نفس العام الذي صدر فيه القرار بانشائها مما يكشف عن الجهود التي بذلتها اللجان المشكلة بقرار من وزارة التعليم لدراسة إمكانية ومتطلبات تنفيذ المشروع ([1]).

## أهدافها
الهدف من إنشاء كليات التربية النوعية هو توفير الاحتياجات الكمية من معلمي كافة المراحل التعليمية لمواجه الزيادة المتوقعة في عدد السكان وعدد المدارس وعدد التلاميذ فإن تطوير أساليب أعداد وتدريب المعلمين يعتبر هدفا هاما كي يساير المعلمون التكنولوجيا الحديثة ويتابعوا كل جديد أو مستحدث في العملية التعليمية، ويمكن إيجاز أهداف إنشاء كليات التربية النوعية في النقط التالية:
1. إعداد المعلم النوعي لمراحل التعليم قبل الجامعي بمختلف مستويات في مجالات التربية الفنية، التربية الموسيقية، الاقتصاد المنزلي وغير ذلك من مجالات تتطلبها حاجة الخدمة التعليمية في المجتمع.
2. إعداد المتخصصين في المجالات النوعية المختلفة التي تتطلبها برامج التنمية الاجتماعية فيتطلب ذلك عقد دورات تدريبية ذات مستويات تنموية متباينة تهيأ للمجتمع كوادر فنية في مختلف المجالات النوعية.
3. إجراء البحوث العلمية والميدانية في المجالات النوعية للكلية فان هذا الهدف يتحقق عن طريق تكوين مجموعات بحثية في كافة شعب الكلية يكون من مهامها تحديث المعلومات والخبرات وتطوير البرامج والتخصصات.

## رسالة الكلية
تتحدد رسالة كلية التربية النوعية – جامعة الزقازيق في الإعداد الإبداعي والتنافسي لمعلم وأخصائي مراحل التعليم المختلفة، المتخصص في المجالات النوعية المختلفة وتأهيله مهنياً لتوظيف وممارسة مهاراته لمواجهة تغيرات سوق العمل بالإضافة إلى تقديم الخدمات البحثية والتدريبية والاستشارية المتخصصة لمؤسسات المجتمع المختلفة بما يسهم في حل المشكلات المجتمعية وتنمية المجتمع في المجالات ذات العلاقة، وبناء التصورات واتخاذ الإجراءات لتكوين الكوادر التربوية النوعية المختلفة وتطوير التعليم على كافة المستويات، بالتعاون مع كليات الجامعة ووزارة التربية والتعليم والمدارس العامة والخاصة والوزارات الأخرى المعنية بالتربية النوعية كالثقافة والإعلام والشباب وغيرها.

## رؤية الكلية
تعد كلية التربية النوعية – جامعة الزقازيق مؤسسة تربوية أكاديمية نوعية تعمل على ترقية المعرفة التربوية وتطبيقاتها لخدمة المجتمع والعالم وتشكيل عالم التعليم والتعلم، ومن ثم فإنها تعمل على تطوير التعليم على كافة المستويات سواء في ذلك التعليم قبل الجامعي أو التعليم العالي بما يحقق تنمية بشرية مجتمعية شاملة ومستدامة للمجتمع المصري مع التأكيد على المخرجات الإبداعية للعملية التربوية بما يخدم سوق العمل ويكون له مردود اجتماعي وتنموي واقتصادي.

## اقسام الكلية
وتضم الكلية 6 أقسام
- -قسم العلوم الفنية.
- -قسم العلوم الموسيقية.
- -قسم علوم الاقتصاد المنزلي.
- - قسم الاعلام التربوي.
- -قسم تكنولوجيا التعليم.
- -قسم العلوم التربوية والنفسية.

ويتم تخصص الطلاب في الدراسة باحدي الشعب التالية:
- شعبة التربية الفنية.
- شعبة الاقتصاد المنزلي.
- شعبة معلم الفصل الواحد
- شعبة التعليم المجتمعي.
- شعب الاعلام التربوي.
ويتم التخصص في هذه الشعبة اعتباراً من السنة الثالثة الي:
- تخصص (صحافة واذاعة وتلفزيون)
- تخصص (مسرح مدرسي).
- شعبة تكنولوجيا التعليم :
ويتم التخصص في هذه الشعبة اعتباراً من السنة الثالثة الي:
- تخصص اعداد معلم حاسب آلي.
- تخصص تكنولوجيا التعليم.

## الدرجات العلمية التي تمنحها الكلية
- درجة البكالوريوس في التربية الفنية.
- درجة البكالوريوس في التربية الموسيقية.
- درجة البكالوريوس في الاقتصاد المنزلي.
- درجة البكالوريوس في الاعلام التربوي (تخصص صحافة واذاعة وتلفزيون)
- درجة البكالوريوس في الاعلام التربوي (تخصص مسرح مدرسي).
- درجة البكالوريوس في التربية النوعية تخصص الحاسب الآلي.
- درجة البكالوريوس في التربية النوعية تخصص تكنولوجيا التعليم.
- درجة البكالوريوس في التربية النوعية شعبة معلم الفصل والتعليم المجتمعي
- درجة الليسانس في اللغة الإنجليزية والتربية لمرحلة التعليم الأساسي
- مرحلة الدراسات العليا
  - الدبلوم الخاصة في التربية النوعية: تمنح جامعة الزقازيق بناء على طلب مجلس كلية التربية النوعية الدبلوم الخاصة للدراسات العليا في التربية النوعية في التخصصات التالية:
  - اولا: قسم علوم الاقتصاد المنزلى
  - برنامج الدبلوم الخاصة في علوم الاقتصاد المنزلى.
  - ثانيا: قسم العلوم الاجتماعية والاعلام برنامج الدبلوم الخاصة في الصحافة والإذاعة والتليفزيون. برنامج الدبلوم الخاصة  في فنون المسرح.
  - ثالثا: قسم دراسة الطفولة برنامج الدبلوم الخاصة  في دراسة الطفولة.
  - رابعا: قسم العلوم الموسيقية
  - برنامج الدبلوم الخاصة في العلوم الموسيقية. خامسا: قسم العلوم الفنية
  - برنامج الدبلوم الخاصة في العلوم الفنية. سادسا: قسم تكنولوجيا التعليم التربوى
  - برنامج الدبلوم الخاصة في تكنولوجيا التعليم والمعلومات.
  - برنامج الدبلوم الخاصة في معلم الحاسب الآلى. سابعا: قسم العلوم التربوية والنفسية برامج الدبلومات الخاصة في المناهج وطرق التدريس:
  - اللغة الإنجليزية
  - الاقتصاد المنزلى
  - التربية الموسيقية
  - التربية الفنية
  - معلم الفصل والتعليم المجتمعى
  - الحاسب الآلى ويجوز إنشاء دبلوم خاصة وتخصصات فرعية أخرى تقترحها الكلية بعد موافقة مجلس الجامعة. درجة الماجستير في التربية النوعية 
  تمنح جامعة الزقازيق بناء على طلب مجلس كلية التربية النوعية درجة الماجستير  في التربية النوعية في التخصصات التالية:

اولا: قسم علوم الاقتصاد المنزلى
ويتضمن برامج الماجستير في:
- - التغذية وعلوم الأطعمة
  - الملابس والنسيج
  - إدارة المنزل والمؤسسات ثانيا: قسم العلوم الاجتماعية والاعلام ويتضمن برامج الماجستير في:
  - الصحافة والنشر الالكترونى
  - فنون المسرح
  - الإذاعة والتليفزيون ثالثا: قسم دراسة الطفولة ويتضمن برامج الماجستير في:
  - العلوم الأساسية
  - تربية الطفل
  - علم نفس الطفل رابعا: قسم العلوم الموسيقية ويتضمن برامج الماجستير في:
  - النظريات والتأليف
  - الموسيقى العربية
  - الاداء والغناء العالمى
  - الصولفيج والإيقاع الحركى والارتجال الموسيقى خامسا: قسم العلوم الفنية ويتضمن برامج الماجستير في:
  - الأشغال الفنية
  - الرسم والتصوير
  - التصميم والزخرفة
  - النحت والخزف سادسا: قسم تكنولوجيا التعليم التربوى ويتضمن برامج الماجستير في:
  - تكنولوجيا التعليم
  - معلم الحاسب الآلى سابعا: قسم العلوم التربوية والنفسية ويتضمن برامج الماجستير في:
  - مناهج وطرق تدريس (اللغة الإنجليزية – الاقتصاد المنزلى – التربية الموسيقية – التربية الفنية – معلم الفصل والتعليم المجتمعى – الحاسب الإلى). 
درجة دكتوراه الفلسفة في التربية النوعية

درجة دكتوراه الفلسفة: 
تمنح جامعة الزقازيق بناء على اقتراح مجلس كلية التربية النوعية درجة دكتوراه الفلسفة في التربية النوعية في البرامج الدراسية التالية بتخصصاتها الفرعية: 
أولا: قسم علوم الاقتصاد المنزلى 
ويتضمن برامج الدكتوراه في:
- - تغذية وعلوم الأطعمة           - الملابس والنسيج
  - إدارة المنزل والمؤسسات
  - ثانيا: قسم العلوم الاجتماعية والاعلام ويتضمن برامج الدكتوراه في:
  - الصحافة والنشر الالكترونى      - فنون المسرح
  - الإذاعة والتليفزيون
  - ثالثا: قسم دراسة الطفولة ويتضمن برامج الدكتوراه في:
  - العلوم الأساسية                         - تربية الطفل
  - علم نفس الطفل
  - رابعا: قسم العلوم الموسيقية ويتضمن برامج الدكتوراه في:
  - النظريات والتأليف              - الموسيقى العربية
  - الأداء والغناء العالمى          - الصولفيج والإيقاع الحركى والارتجال الموسيقى
  - خامسا: قسم العلوم الفنية ويتضمن برامج الدكتوراه في:
  - الأشغال الفنية                      - الرسم والتصوير
  - التصميم والزخرفة             - النحت والخزف سادسا: قسم تكنولوجيا التعليم التربوى ويتضمن برامج الدكتوراه في:
  - تكنولوجيا التعليم          - معلم الحاسب الآلى
  - سابعا: قسم العلوم التربوية والنفسية ويتضمن برامج الدكتوراه في:
  - مناهج وطرق تدريس (اللغة الإنجليزية – الاقتصاد المنزلى – التربية الموسيقية – التربية الفنية – معلم الفصل والتعليم المجتمعى – الحاسب الآلى).

## العمداء السابقين
| م  | الاسم                                | من   | إلى      |
| -- | ------------------------------------ | ---- | -------- |
| 1  | أ.د/ أحمد ماهر عز                    | 1991 | 1994     |
| 2  | أ.د/ ممدوح محمد سليمان               | 1994 | 1997     |
| 3  | أ.د/ محمد المري إسماعيل              | 1997 | 2000     |
| 4  | أ.د/ بهاء الدين النجار               | 2000 | 2004     |
| 5  | أ.د/ حامد طلبه هيبة                  | 2004 | 2005     |
| 6  | أ.د/ فتحي محمد حسن                   | 2005 | 2006     |
| 7  | أ.د/ عادل إبراهيم الباز              | 2006 | 2009     |
| 8  | أ.د / سامي محمد علي الفطايري         | 2009 | 2011     |
| 9  | أ.د / عبد العظيم عبد السلام العطواني | 2011 | 2014     |
| 10 | أ.د / صلاح شريف عبد الوهاب علي وردة  | 2014 | 2019     |
| 11 | أ.د/ هاني حلمي محمد السيد            | 2019 | حتى الآن |

## إدارة الكلية
- عميد الكلية: أ.د/ هاني حلمي محمد السيد
- وكيل الكلية لشئون الدراسات العليا: أ.د/ أكمل شوقى جاب الله
- وكيل الكلية لشئون التعليم والطلاب: أ.د/ أحمد بديع محمد إبراهيم
- وكيل الكلية لشئون خدمة المجتمع وتنمية البيئة: أ.د/ أكمل شوقي جاب الله
- مدير عام الكلية: د/ ايهاب محمد محمود عوض
- مدير عام إدارة الدراسات العليا: ا. سناء عبد الرحمن